# السفارة السعودية في التشيك
سفارة المملكة العربية السعودية في جمهورية التشيك، هي بعثة دبلوماسية سعودية تقع في العاصمة التشيكية براغ ويترأس البعثة  عبد الله بن متعب الرشيد.

## وصلات خارجية
- موقع سفارة المملكة العربية السعودية السعودية في التشيك
- (بالعربية) وزارة الخارجية السعودية
- (بالإنجليزية) Ministry of Foreign Affairs of Kingdom of Saudi Arabia